# Marie-Élaine Thibert
Pour les articles homonymes, voir Thibert.
Marie-Élaine Thibert est une chanteuse et auteure canadienne, né le 18 avril 1982 à Montréal.

## Biographie
Elle est révélée grâce à la toute première mouture québécoise de l'émission Star Académie en 2003, dans laquelle elle se rend en finale avec Wilfred LeBouthillier.
Après avoir enregistré un premier album vendu à plus de 355 000 exemplaires, Marie-Élaine Thibert entreprend le 6 octobre 2004 à Amos, une tournée qui la mène dans les principales villes du Québec, durant laquelle elle offre quelque 141 représentations. Cette tournée passe par le Centre Bell de Montréal, le 18 février 2006, où son spectacle est enregistré sur DVD, vendu à plus de 25 000 exemplaires, et diffusé sur les ondes de TVA le 29 novembre 2006.
Marie-Élaine Thibert reçoit de nombreux témoignages d'appréciation de son public et du milieu artistique, comme l'indique le site officiel de la chanteuse, en plus des invitations à participer à des événements majeurs, comme sa Carte blanche pour les FrancoFolies de Montréal, les hommages à Claude Léveillée et Raymond Lévesque, et à chanter en duo avec Céline Dion à Las Vegas. Marie-Élaine a la chance, depuis ses débuts dans la chanson, de côtoyer les grands de la chanson du Québec.
Son deuxième album intitulé Comme ça est lancé officiellement le 3 avril 2007. Cet album est certifié disque platine à la fin juin 2007. Elle fait une tournée de spectacles qui se termine en juin 2008.
En octobre 2008, elle lance l'album "Un jour Noël" et part en tournée avec un tout nouveau spectacle du temps des fêtes. L'album ne tarde pas à être certifié platine et, en 2009, son spectacle de Noël est repris sur DVD.
Le 3 mai 2011, Marie-Élaine sort un quatrième album: "Je suis", réalisé par le musicien et bassiste Rémy Malo (également son partenaire de vie). Elle prépare une tournée au Québec prévue pour 2012. Entre-temps, elle retourne sur les planches de la Place des Arts de Montréal (salle Maisonneuve) dans le cadre des FrancoFolies de Montréal. Au cours du même été, elle participe, entre autres évènements, à un hommage à Luc Plamondon présenté au Mondial des chorales de Loto-Québec, puis, en février 2012, elle se joint aux artistes qui rendent hommage à Jacques Brel, un spectacle grandiose qui clôture le festival Montréal en lumière.
Pour célébrer ses 30 ans, Marie-Élaine s'offre un spectacle-bénéfice au profit de la Fondation Rêves d'enfants, pour laquelle elle est porte-parole depuis dix ans. Instigatrice de ce tout premier spectacle bénéfice, elle s'entoure du metteur en scène bien connu, Dominick Trudeau, et d'une douzaine d'artistes québécois de renom. Elle amasse plus de 60 000 $ pour les enfants malades.
En octobre 2013, elle sort son cinquième album "Cent mille chansons". Elle s'entoure de Monique Giroux à la direction artistique, de Rémy Malo et Sylvain Quesnel à la réalisation/arrangements, et d'Antoine Gratton aux arrangements de cordes.
Lors de l'été 2014, elle chante pour la première fois en France à la Maison du Québec à Saint-Malo et à la Délégation Générale du Québec lors des célébrations de la Saint-Jean Baptiste à Paris. De retour au Canada, elle commence l'enregistrement d'une chanson pour un album hommage à Jacques Brel. Les spectacles "Hommage à Brel" ont lieu en janvier et février 2015.
Par la suite, Marie-Élaine demeure active sur scène. Tout d'abord, elle se joint à Martine St-Clair, Luce Dufault et Marie-Michèle Desrosiers pour le concert intitulé Entre vous et nous qui tourne partout au Québec en 2018-2019. Puis, à partir de 2021, elle fait partie du concert Nicole – Les chansons d’une vie, spectacle créé par Lee Abbott et le réalisateur Pierre Séguin (La Petite Vie) pour rendre hommage à la chanteuse Nicole Martin, décédée en février 2019. Pour cette tournée, elle retrouve Marie Michèle Desrosiers et travaille aussi avec l'Acadienne Annie Blanchard.

### Naissance et famille recomposée
Le 18 avril 1982 vient au monde Marie-Élaine Thibert à l'hôpital Maisonneuve de Montréal.
Le 24 novembre 2012, Marie-Élaine donne naissance par césarienne à une fille Marie-Félix Malo. C'est son premier enfant avec son conjoint Rémy Malo,. En juillet 2016, le couple annonce attendre leur deuxième enfant. En septembre 2016, après 5 mois de grossesse, elle annonce avoir fait une fausse couche.

## Discographie
- Date de sortie: 29 octobre 2013 au Québec

- Date de sortie: 3 mai 2011 au Québec

- Date de sortie: 14 octobre 2008 au Québec (100 000 copies vendues & +) Platine

- Date de sortie: 3 avril 2007 au Québec (100 000 exemplaires +)  Platine

- Date de sortie: 30 mars 2004 au Québec (355 000 exemplaires)  3 × Platine

### Spectacles
- DVD - Un jour Noël (2009) - (5 000 copies vendues) DVD d'or
- DVD - Marie-Élaine Thibert en spectacle (2006)

### Album - Star Académie (2003)
- Date de Sortie: novembre 2003 '(530 000 copies vendues) 5x Platine

01 - Et c'est pas fini (paroles et musique de Stéphane Venne) - Tous les académiciens
04 - La Quête (Joe Darion/Mitch Leigh, adaptation française de Jacques Brel)
08 - Rien n'est impossible (paroles de Jocelyne Berthiaume, musique d'Angelo Finaldi) - En duo avec Maritza Bossé-Pelchat

### Singles
| Années | Singles                                                          | Meilleure Position      | Album                                     | Clip |
| Années | Singles                                                          | Québec[réf. nécessaire] | Album                                     | Clip |
| ------ | ---------------------------------------------------------------- | ----------------------- | ----------------------------------------- | ---- |
| 2004   | Le ciel est à moi                                                | 1                       | Marie-Élaine Thibert                      | x    |
| 2004   | Dans chacun de mes silences                                      |                         | Marie-Élaine Thibert                      |      |
| 2004   | Encore une fois                                                  | 1                       | Marie-Élaine Thibert                      | x    |
| 2005   | That's It That's All                                             | -                       | Marie-Élaine Thibert                      | x    |
| 2005   | Une force en toi                                                 | -                       | Marie-Élaine Thibert                      |      |
| 2006   | Quand les hommes vivront d'amour (version live)                  | -                       | Quand les hommes vivront d'amour - 50 ans | x    |
| 2007   | Pour cet amour                                                   | 1                       | Comme Ça                                  |      |
| 2007   | Dans tes yeux                                                    | 1                       | Comme Ça                                  |      |
| 2007   | Loin de moi (adaptation de Lonely Sky en duo avec Chris de Burg) | -                       | Comme Ça                                  | x    |
| 2008   | Mon cœur n'est pas un numéro                                     | 1                       | Comme Ça                                  | x    |
| 2008   | Changer                                                          | -                       | Comme Ça                                  | x    |
| 2008   | Un jour Noël (adaptation de Someday at Christmas)                | -                       | Un Jour Noël                              | x    |

## Lauréats et nominations

### Gala de l'ADISQ
| Année | Catégorie                           | Pour                                                                                 | Résultat   |
| ----- | ----------------------------------- | ------------------------------------------------------------------------------------ | ---------- |
| 2003  | album de l'année - meilleur vendeur | Star académie (avec Star Académie)                                                   | lauréat    |
| 2003  | album de l'année - populaire        | Star académie (avec Star Académie)                                                   | lauréat    |
| 2003  | chanson populaire de l'année        | Et ce n'est pas fini (avec Star Académie)                                            | lauréat    |
| 2004  | album de l'année - meilleur vendeur | Marie-Élaine Thibert                                                                 | lauréat    |
| 2004  | album de l'année - populaire        | Marie-Élaine Thibert                                                                 | nomination |
| 2004  | interprète féminine de l'année      | Marie-Élaine Thibert                                                                 | lauréat    |
| 2004  | révélation de l'année               | Marie-Élaine Thibert                                                                 | nomination |
| 2005  | interprète féminine de l'année      | Marie-Élaine Thibert                                                                 | lauréat    |
| 2005  | spectacle de l'année - interprète   | Marie-Élaine Thibert                                                                 | nomination |
| 2006  | spectacle de l'année - interprète   | Marie-Élaine Thibert                                                                 | nomination |
| 2007  | album de l'année - meilleur vendeur | Comme ça                                                                             | nomination |
| 2007  | album de l'année - populaire        | Comme ça                                                                             | nomination |
| 2007  | interprète féminine de l'année      | Marie-Élaine Thibert                                                                 | nomination |
| 2008  | interprète féminine de l'année      | Marie-Élaine Thibert                                                                 | nomination |
| 2008  | spectacle de l'année - interprète   | Comme ça                                                                             | nomination |
| 2009  | album de l'année - meilleur vendeur | Un jour noël                                                                         | nomination |
| 2009  | album de l'année - reprises         | Un jour noël                                                                         | nomination |
| 2019  | spectacle de l'année - interprète   | Entre vous et nous (avec Marie Michèle Desrosiers, Luce Dufault et Martine St-Clair) | nomination |

### Prix Juno[13]
| Année | Catégorie                    | Pour                 | Résultat   |
| ----- | ---------------------------- | -------------------- | ---------- |
| 2005  | JUNO choix du fan            | Marie-Élaine Thibert | nomination |
| 2005  | album francophone de l'année | Marie-Élaine Thibert | lauréat    |